# Joen Højerslev
Joen Højerslev (født 30. juli 1974) er en dansk skuespiller.
Højerslev er uddannet fra Skuespillerskolen ved Aarhus Teater i 2003. 

## Filmografi
- Krøniken (tv-serie, 2003-2006)
- Dansen (2008)
- En enkelt til Korsør (2008)
- Camping – 2009
- Underverden (2017)
- Herrens Veje - (2017)